# Joncarlat
Joncarlat és un paratge del terme municipal de Conca de Dalt, a l'antic terme d'Hortoneda de la Conca, al Pallars Jussà, en territori que havia estat del poble d'Herba-savina.
Està situada a ponent d'Herba-savina, a la part alta de la llau de Joncarlat, a ponent del Serrat des Bigues. És al nord-est de la partida de Prat la Vall, al nord del Camí de Carreu.